# Santa Vitória do Palmar
Santa Vitória do Palmar es un municipio brasileño del estado de Río Grande del Sur. Se encuentra ubicado a una latitud de 33º31'08" Sur y una longitud de 53º22'05" Oeste, con una altitud de 23 metros sobre el nivel del mar.

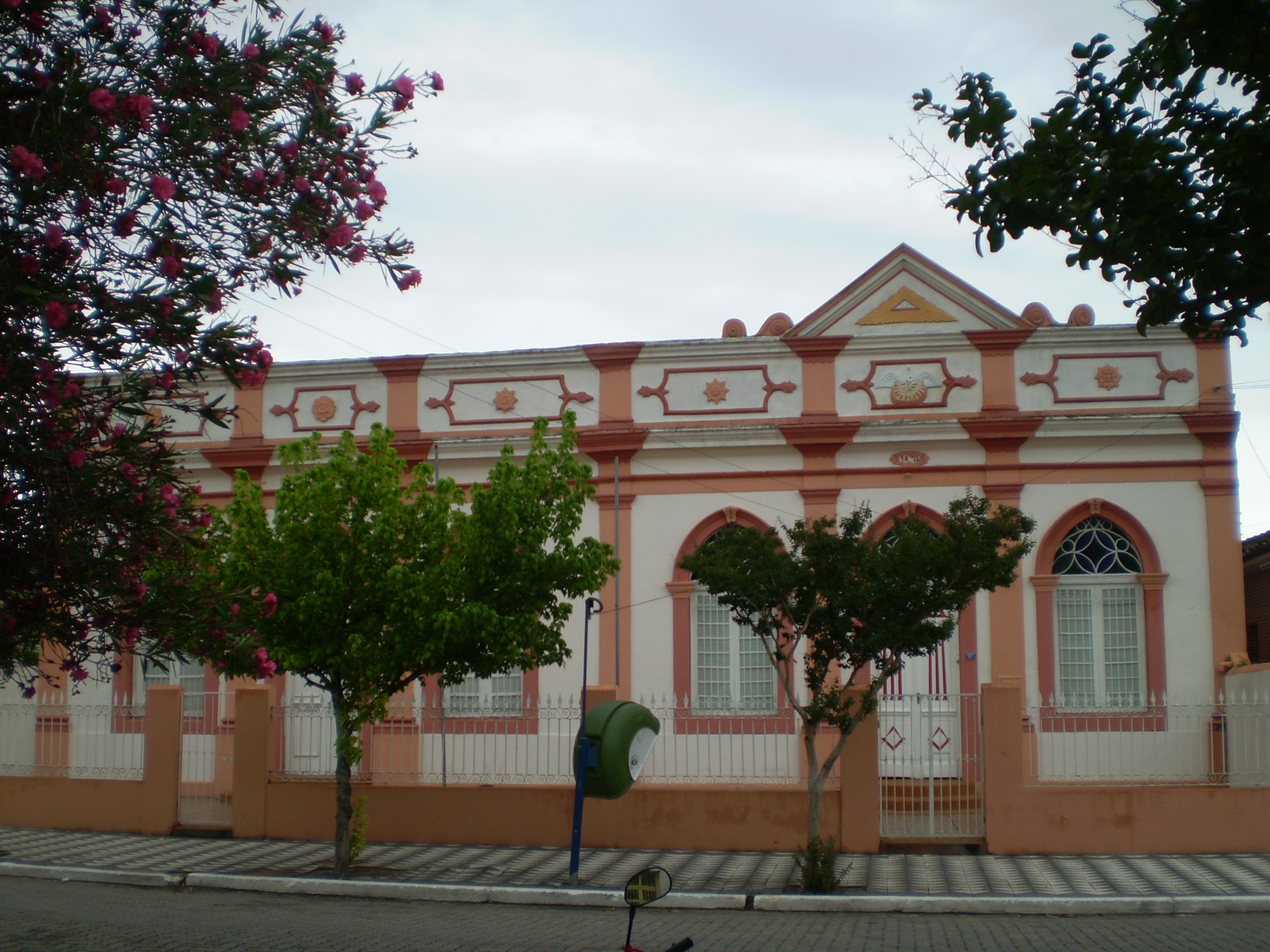

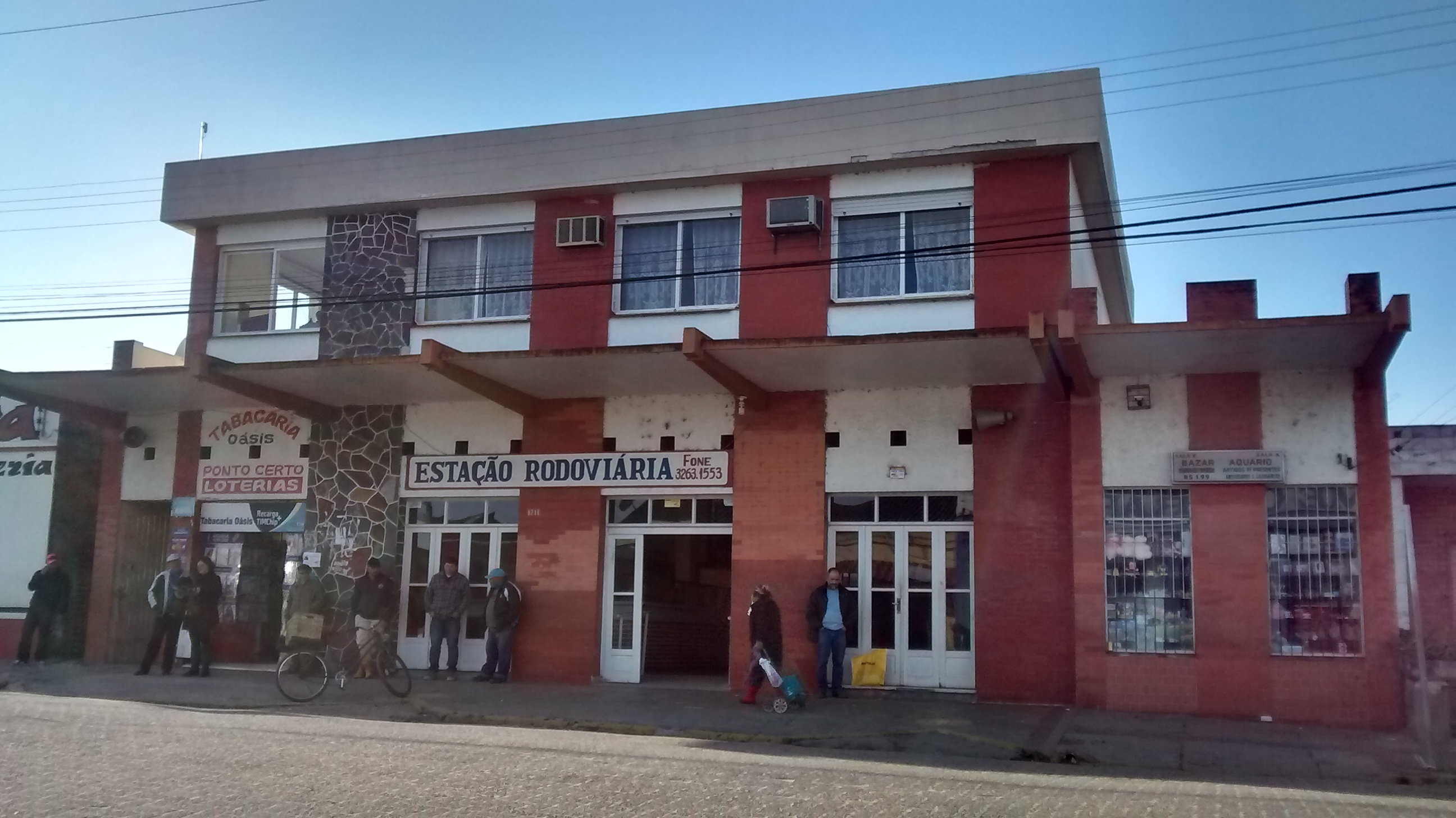
Rodoviária Santa Vitória do Palmar

## Geografía
Situado en el extremo sur de Brasil, en una latitud de 33°31'08" Sur y una longitud de 53°22'05" Oeste, con una altura de 23 metros sobre el nivel del mar. Antes de haber dado una pequeña parte de su área a Chuí, municipio constituido en 1997, era el municipio más austral del Brasil.
El término "Palmar" proviene de una gran cantidad de palmeras de Butia que existieron en la zona, las cuales probablemente fueron sembradas por las aves migratorias que encuentran refugio en los humedales junto a la Laguna Merín. Todavía pueden encontrarse algunos palmares, pero la mayoría fueron devastados por el cultivo de arroz, que se intensificó a partir de la década de los sesenta debido a la mecanización. 
El municipio comprende parte de la Laguna Merín, antigua laguna de agua intermitentemente salobre que fue convertida en lago de agua dulce con la construcción de la esclusa de Centuriao, en el Canal São Gonçalo. En esta laguna el municipio de Santa Vitória do Palmar tiene un pequeño puerto actualmente con poca actividad. La Laguna Merín es escenario de intensa actividad pesquera y cuenta con bellos paisajes. La laguna Mangueira, por su parte, está poblada de fauna nativa y es un destino ideal para practicar buceo y canotaje.
Jeju, una isla y provincia de Corea del Sur es la antípoda de la municipalidad de Santa Vitória do Palmar.

### Clima
El clima del municipio es subtropical y templado, con veranos moderados e inviernos frescos. El mes más caluroso es enero, con temperatura promedio de 22 °C, mientras que el mes más frío es julio, con un promedio de 11 °C. La temperatura media anual es de 16,5 °C y la precipitación media anual es 1196 mm, distribuidas regularmente durante el año.
| Mes                           | Enero | Febrero | Marzo | Abril | Mayo | Jun | Jul. | Ago. | Sep. | Oct. | Nov. | Dic. |
| ----------------------------- | ----- | ------- | ----- | ----- | ---- | --- | ---- | ---- | ---- | ---- | ---- | ---- |
| Temperatura media mínima (°C) | 18    | 18      | 16    | 13    | 10   | 8   | 8    | 8    | 10   | 12   | 14   | 16   |
| Temperatura media máxima (°C) | 28    | 27      | 26    | 23    | 19   | 16  | 16   | 17   | 18   | 21   | 23   | 26   |
| Precipitación (mm)            | 107   | 119     | 97    | 74    | 94   | 102 | 122  | 107  | 107  | 86   | 97   | 84   |
| Fuente: The Weather Channel   |       |         |       |       |      |     |      |      |      |      |      |      |

## Demografía
- Esperanza de vida: 68,51 años (2000)[3]
- Índice de mortalidad infantil: 14,42 por cada 1000 (2006) [2]
- Tasa de analfabetismo: 8,89% (2000) [2]
- Crecimiento demográfico: 0,78% por año (2005)
- Índice de desarrollo humano (IDH) : 0,799 (2000)[4]
- 49,46% de la población son mujeres
- 50,54% de la población son hombres
- 83,93% de la población vive en la zona urbana
- 16,07% de la población vive en la zona rural

## Economía
Las actividades económicas más importantes de la ciudad, junto al cultivo del arroz y la ganadería, son el ganado vacuno y la lana de ovino. Debido a las especiales condiciones sanitarias y ambientales, existen ectoparásitos y garrapatas en el ganado bovino del municipio, velando por la integridad de las pieles de animales.